# Luke Kirby
Luke Farrell Kirby (Hamilton, Ontario, 1978. június 29. –) Primetime Emmy-díjas amerikai–kanadai színész.
A díjat 2019-ben kapta meg legjobb vendégszínészként A káprázatos Mrs. Maisel című vígjátéksorozatban nyújtott alakításáért.
Filmszerepei közé tartozik a Halloween – Feltámadás (2002), a Mambo olasz módra (2003), A hazugsággyáros (2003), a Dutyimadár szabadlábon (2007), a Kismamának áll a világ (2009) és az Üveg (2019).

## Filmográfia

### Film
| Év   | Magyar cím             | Eredeti cím                    | Szerep                  | Magyar hang     |
| ---- | ---------------------- | ------------------------------ | ----------------------- | --------------- |
| 2001 | Elátkozott szerelem    | Lost and Delirious             | Jake Hollander          | Moser Károly    |
| 2002 | Halloween – Feltámadás | Halloween: Resurrection        | Jim                     | Markovics Tamás |
| 2003 | Mambo olasz módra      | Mambo Italiano                 | Angelo Barberini        | Molnár Levente  |
| 2003 | A hazugsággyáros       | Shattered Glass                | Rob Gruen               |                 |
| 2003 | Mázli                  | Luck                           | Shane Bradley           |                 |
| 2004 | Agglegény a pácban     | Window Theory                  | Brad                    |                 |
| 2005 | A golfbajnok           | The Greatest Game Ever Played  | Frank Hoyt              |                 |
| 2007 | Dutyimadár szabadlábon | All Hat                        | Ray Dokes               | Kaszás Gergő    |
| 2007 | Egy asszony élete      | The Stone Angel                | Leo                     |                 |
| 2009 | Kismamának áll a világ | Labor Pains                    | Nick Steinwald          | Dányi Krisztián |
| 2011 | Volt egy tánc          | Take This Waltz                | Daniel                  | Viczián Ottó    |
| 2012 |                        | The Samaritan                  | Ethan                   |                 |
| 2013 |                        | Empire of Dirt                 | Russell                 |                 |
| 2015 |                        | Touched with Fire (Manic Days) | Marco                   |                 |
| 2017 | Egy kutya négy élete   | A Dog's Purpose                | Jim Montgomery          | Király Attila   |
| 2017 |                        | Another Kind of Wedding        | Misha                   |                 |
| 2018 |                        | Little Woods                   | Bill                    |                 |
| 2019 | Üveg                   | Glass                          | Pierce                  | Szatory Dávid   |
| 2020 |                        | Percy                          | Peter Schmeiser         |                 |
| 2021 |                        | No Man of God                  | Ted Bundy               |                 |
| 2022 | Független jelölt       | The Independent                | Lucas Nicoll            | Szatory Dávid   |
| 2023 | A bostoni fojtogató    | Boston Strangler               | F. Lee Bailey           |                 |
| 2023 | Arat a kaszás          | Dark Harvest                   | Jerry Ricks rendőrtiszt |                 |
| 2024 |                        | Out of My Mind                 | Chuck                   |                 |

Rövidfilm
- The Human Kazoo (2004) − Zacharia
- The Boston Post (2013) − Sam
- True Man (2014) − ügyfél
- Sure Thing (2015) − Bill

### Televízió
| Év        | Magyar cím                               | Eredeti cím                       | Szerep                          | Megjegyzések           |
| --------- | ---------------------------------------- | --------------------------------- | ------------------------------- | ---------------------- |
| 2000      |                                          | Give Me Your Soul...              | narrátor                        | dokumentumfilm         |
| 2001      | Menedék a halálból                       | Haven                             | Daniel Weinzweig                | tévéfilm               |
| 2002      |                                          | Halloween: Resurrected            | önmaga                          | rövidfilm              |
| 2003–2005 |                                          | Slings & Arrows                   | Jack Crew                       | 7 epizód               |
| 2004      |                                          | Sex Traffic                       | Callum Tate                     | minisorozat (2 epizód) |
| 2005      | Oknyomozók                               | The Eleventh Hour                 | Josh Casey                      | 1 epizód               |
| 2005      |                                          | It's Me...Gerald                  | Dr. Dan                         | 1 epizód               |
| 2006      |                                          | Northern Town                     | Brian                           | televíziós sorozat     |
| 2007      | Mondd, hogy szeretsz                     | Tell Me You Love Me               | Hugo                            | 8 epizód               |
| 2009      | Elit egység                              | Flashpoint                        | Evan Hewson                     | 1 epizód               |
| 2009      | Esküdt ellenségek                        | Law & Order                       | Bobby Amato                     | 1 epizód               |
| 2009      | Esküdt ellenségek: Bűnös szándék         | Law & Order: Criminal Intent      | Andre Haslum                    | 1 epizód               |
| 2009–2010 |                                          | Cra$h & Burn                      | Jimmy Burn                      | 13 epizód              |
| 2012      | Sherlock és Watson                       | Elementary                        | Aaron Ward                      | 1 epizód               |
| 2012–2014 | Doye és Doyle – Ketten bevetésen         | Republic of Doyle                 | Clyde Cowley                    | 2 epizód               |
| 2012–2018 | Esküdt ellenségek: Különleges ügyosztály | Law & Order: Special Victims Unit | Braden Leddy / Andrew Leibowitz | 2 epizód               |
| 2013      | A célszemély                             | Person of Interest                | Chris Beckner                   | 1 epizód               |
| 2013      | Zsaruvér                                 | Blue Bloods                       | Wolf Landsman nyomozó           | 1 epizód               |
| 2013–2016 |                                          | Rectify                           | Jon Stern                       | főszereplő (26 epizód) |
| 2015      | Mutassatok egy hőst!                     | Show Me a Hero                    | Edwin E. McAmis                 | minisorozat (1 epizód) |
| 2015      |                                          | The Astronaut Wives Club          | Max Kaplan                      | főszereplő (10 epizód) |
| 2015      | A férjem védelmében                      | The Good Wife                     | Harry McGrath                   | 1 epizód               |
| 2017      | Diane védelmében                         | The Good Fight                    | Harry McGrath                   | 1 epizód               |
| 2017      |                                          | Bull                              | Harry Kemp                      | 1 epizód               |
| 2017–2023 | A káprázatos Mrs. Maisel                 | The Marvelous Mrs. Maisel         | Lenny Bruce                     | főszereplő             |
| 2018      | Rejtjelek                                | Blindspot                         | Christophe Bruyere aka Junior   | 2 epizód               |
| 2018      |                                          | Sorry for Your Loss               | Tripp                           | 1 epizód               |
| 2018–2019 | Fülledt utcák                            | The Deuce                         | Gene Goldman                    | 10 epizód              |
| 2019      |                                          | The Twilight Zone                 | Dylan                           | 1 epizód               |
| 2019      | San Franciscó-i történetek               | Tales of the City                 | Tommy                           | minisorozat (2 epizód) |

## Fordítás
- Ez a szócikk részben vagy egészben  a   Luke Kirby című angol Wikipédia-szócikk fordításán alapul.  Az eredeti cikk szerkesztőit annak laptörténete sorolja fel. Ez a jelzés csupán a megfogalmazás eredetét és a szerzői jogokat jelzi, nem szolgál a cikkben szereplő információk forrásmegjelöléseként.